# Wielki cyrk
Wielki cyrk (Le Grand Cirque) – trzyczęściowa opowieść autobiograficzna Pierre’a Clostermanna, opublikowana w 1948 roku. Treścią wspomnień jest udział autora jako pilota myśliwca w walkach powietrznych II wojny światowej, od początku do końca tego konfliktu. Wspomnienia obejmują służbę w szeregach Wolnych Francuskich Sił Powietrznych oraz brytyjskiego RAF-u.
Książka odniosła światowy sukces. Sprzedała się w ponad 3 milionach egzemplarzy. Kolejne wydania tej pozycji były poszerzane o niepublikowane wcześniej strony z notatników Clostermanna, a także komentarze zaczerpnięte z jego późniejszych doświadczeń.